# 贝莱马
贝莱马（法語：Beleymas）是法国多尔多涅省的一个市镇，属于贝尔热拉克区（Bergerac）维朗布拉尔县（Villamblard）。该市镇总面积16.07平方公里，2009年时的人口为248人。

## 人口
贝莱马人口变化图示